# 罗卜藏车布登
罗卜藏车布登（？—1744年），清朝将领，内札萨克卓索图盟喀喇沁右翼旗王公，乌梁罕（兀良哈）氏，苏不地（长昂孙）玄孙，固噜思奇布曾孙，札什孙，杜棱郡王色棱长子。
雍正九年（1731年），清军西征准噶尔汗国噶尔丹策零，罗卜藏车布登奉命和贝子成衮札布，率领所部兵屯守张家口外，听调朝廷调遣。封辅国公。雍正十年（1732年），与喀尔喀亲王额驸策棱等在鄂尔浑河畔之额尔德尼昭和准噶尔大军交战。雍正十一年（1733年），赐双眼孔雀翎。